# John Barrowman
John Scot Barrowman (* 11. března 1967 Glasgow) je skotsko-americký herec, zpěvák, tanečník a spisovatel, který má dvojí občanství. Sám sebe charakterizuje jako baviče. Od roku 1989 žije trvale ve Velké Británii, v Cardiffu a v Londýně, kde vlastní nemovitosti společně se svým manželem.

## Dětství a studium
John Barrowman se narodil v Glasgow, ale od devíti let vyrůstal v Illinois, kam následoval svoji rodinu, která emigrovala do USA v polovině 70. let 20. století.
Díky podpoře středoškolských učitelů začal studovat múzická umění na United States International University v San Diegu, ale při studijním pobytu ve Spojeném království v roce 1989 získal roli Billyho Crockera v klasickém muzikálu Cole Portera Anything Goes v londýnském West Endu po boku slavné Elaine Paige. Následovaly další role a Barrowman se do školy už nevrátil. V roce 2011 získal čestný doktorát na univerzitě v Glasgow.

## Divadelní angažmá
Od svého debutu v profesionálním divadle hrál John Barrowman hlavní role v různých muzikálech především ve West Endu, ale v menší míře i na Broadwayi, v Los Angeles a ve Washingtonu. Účinkoval například v muzikálech Miss Saigon, Fantom opery, Sunset Boulevard a Matador.
Za výkon v muzikálu Sama Mendese The Fix byl nominován na Laurence Olivier Award za nejlepšího herce v muzikálu za rok 1998 a poté se vrátil k roli Billy Crockera v revivalu Anything Goes. Ve West Endu vystupoval naposledy v roce 2009 v produkci La Cage aux Folles.

## Filmová a televizní tvorba
Barrowman účinkoval ve dvou hudebních filmech – v životopisném snímku o Cole Porterovi De-Lovely (2004) a v muzikálové komedii Producenti. V počátcích své kariéry se v americké televizi objevil ve dvou nepříliš úspěšných seriálech Titans a Central Park West, ale do povědomí britských diváků se zapsal až svojí prací pro BBC a CBBC.
K jeho největším úspěchům patří jeho zábavný pořad The Night's the Night a jeho role kapitána Jacka Harknesse ve sci-fi seriálech Pán času (Doctor Who) a Torchwood, za niž byl nominován na BAFTA Cymru.
Vystupoval i jako soutěžící v britském soutěžním pořadu Dancing on Ice a zvítězil ve vánočním speciálu pořadu Strictly Come Dancing. Dále účinkoval jako porotce ve třech televizních pořadech Andrew Lloyd Webbera, jejichž vítězové získali šanci zahrát si hlavní roli v muzikálu (pořady How Do You Solve A Problem Like Maria?, Any Dream Will Do, a I'd Do Anything). V roce 2006 byl zvolen organizací Stonewall Bavičem roku.
U příležitosti královniných narozenin byl v červnu 2014 odměněn titulem Člen Řádu britského impéria, za své zásluhy v oblasti zábavy a charitativní činnosti.

## Soukromý a rodinný život
Od roku 1993 žil se svým partnerem Scottem Gillem, s nímž v roce 2006 uzavřel registrované partnerství a roku 2013 v Kalifornii vstoupil do manželského svazku.

## Autobiografie
- Barrowman, John; Barrowman, Carole (2008). Anything Goes. Michael O'Mara Books. ISBN 1-84317-289-5.
- Barrowman, John; Barrowman, Carole (2009). I Am What I Am. Michael O'Mara Books. ISBN 978-1-84317-379-3.

## Filmografie

### Film
| Rok  | Název                         | Role            | Poznámky             |
| ---- | ----------------------------- | --------------- | -------------------- |
| 1987 | The Untouchables              | muž na ulici    | neuveden v titulcích |
| 2002 | Žralok útočí 3: Lidožrout     | Ben Carpenter   |                      |
| 2004 | Method                        | Timothy Stevens |                      |
| 2004 | De-Lovely                     | Jack            |                      |
| 2005 | Producenti                    | hlavní zpěvák   |                      |
| 2011 | Broadway: The Next Generation | Sám sebe        |                      |
| 2012 | 30 minut po půlnoci           | Jeremy          |                      |
| 2013 | The Five(ish) Doctors Reboot  | Sám sebe        |                      |
| 2018 | Sam – Parta v akci            | Flex Dexter     |                      |

### Televize
| Rok                   | Název                                      | Role                                                       | Poznámky                                                            |
| --------------------- | ------------------------------------------ | ---------------------------------------------------------- | ------------------------------------------------------------------- |
| 1995–1996             | Central Park West                          | Peter Fairchild                                            | 21 dílů                                                             |
| 2000–2001             | Titáni                                     | Peter Williams                                             | 14 dílů                                                             |
| 2001                  | Putting It Together                        | mladý muž                                                  | TV film                                                             |
| 2005, 2007–2008, 2010 | Pán času                                   | kapitán Jack Harkness                                      | 11 dílů                                                             |
| 2006–2011             | Torchwood                                  | kapitán Jack Harkness                                      | hlavní role, 41 dílů                                                |
| 2008                  | Hotel Babylon                              | Simon                                                      | díl 3.6                                                             |
| 2008–2011             | Animals at Work                            | Sám sebe/moderátor                                         | 4 díly                                                              |
| 2009                  | Al Murrayova vícenásobná porucha osobnosti | strážník                                                   | 2 díly                                                              |
| 2009                  | Moje rodina                                | doktor                                                     | díl: „Guru“                                                         |
| 2010                  | Zoufalé manželky                           | Patrick Logan                                              | 5 dílů                                                              |
| 2010                  | Strictly Come Dancing                      | Sám sebe                                                   | TV speciál                                                          |
| 2011                  | The Super Hero Squad Show                  | Stranger (hlas)                                            | díl: „The Ballad of Beta Ray Bill! (Six Against Infinity, Part 1)"“ |
| 2012                  | Podfukáři                                  | Dr. Dean Deville                                           | díl: „Eat Yourself Slender“                                         |
| 2012                  | Watson & Oliver                            | Sám sebe                                                   | TV series (1 episode)                                               |
| 2012–2018             | Arrow                                      | Malcolm Merlyn / The Magician / Dark Archer / Ra's al Ghul | vedlejší role (1.–2. řada), hlavní role (3.–4. řada), 67 dílů       |
| 2013                  | Skandál                                    | nápravce                                                   | díl: „Nějaké otázky?“                                               |
| 2013                  | Sing Your Face Off                         | Sám sebe/moderátor                                         |                                                                     |
| 2013                  | Gilded Lilys                               | Julius Ashford Lily                                        | TV film                                                             |
| 2013                  | The Five(ish) Doctors Reboot               | Sám sebe                                                   |                                                                     |
| 2014                  | Superstar Dogs: Countdown to Crufts        | Sám sebe/moderátor                                         |                                                                     |
| 2014                  | John Barrowman's Pet Hospital              | Sám sebe/moderátor                                         |                                                                     |
| 2014                  | Nemocnice pro malá zvířátka                | Sám sebe/moderátor                                         |                                                                     |
| 2015–2017             | The Flash                                  | Malcolm Merlyn / Cutter Moran                              | host (2.–3. řada), 2 díly                                           |
| 2016                  | Království                                 | Monroe                                                     | 2 díly                                                              |
| 2016                  | Celebrity Juice                            | Sám sebe/kapitán týmu                                      | 1 díl                                                               |
| 2016                  | The One Show                               | Sám sebe/moderátor                                         | 1 díl                                                               |
| 2016–2017             | Legends of Tomorrow                        | Malcolm Merlyn                                             | host (2. řada), 6 dílů                                              |
| 2017                  | The Keith & Paddy Picture Show             | Sám sebe                                                   | díl: „Dirty Dancing“                                                |
| 2018                  | Keith Lemon: Coming in America             | Sám sebe                                                   | 1 díl                                                               |
| 2018                  | DC Daily                                   | Sám sebe/moderátor                                         |                                                                     |
| 2018                  | I'm a Celebrity...Get Me Out of Here!      | Sám sebe/soutěžící                                         | soutěžící 18. řady                                                  |

### Videohry
| Rok  | Název           | Role                         | Poznámky |
| ---- | --------------- | ---------------------------- | -------- |
| 2015 | Lego Dimensions | kapitán Jack Harkness (hlas) |          |

### Divadlo
| Rok              | Název                                     | Role                | Místo                                                              |
| ---------------- | ----------------------------------------- | ------------------- | ------------------------------------------------------------------ |
| 1989 2003–04     | Děj se co děj                             | Billy Crocker       | Divadlo Prince Edward, Londýn Theatre Royal, Drury Lane, Londýn    |
| 1990–91          | Miss Saigon                               | Chris (alternace)   | Theatre Royal, Drury Lane, Londýn                                  |
| 1991             | Matador                                   | Domingo Hernandez   | Queen's Theatre, Londýn                                            |
| 1992             | Fantom opery                              | Raoul               | Her Majesty's Theatre, Londýn                                      |
| 1993             | Rope                                      | Wyndham Brandon     | Minerva Theatre, Chichester                                        |
| 1993             | Vlasy                                     | Claude              | The Old Vic, London                                                |
| 1993–94          | Miss Saigon                               | Chris               | Theatre Royal, Drury Lane, Londýn                                  |
| 1994, 1996       | Sunset Boulevard                          | Joe Gillis          | Adelphi Theatre, Londýn Minskoff Theatre, New York                 |
| 1996             | Red Red Rose                              | Robert Burns        | Concert Hall, Aarhus, Dánsko                                       |
| 1997             | Aspects of Love                           | Alex                | Olympia Theatre, Dublin (6 týdnů) Cork Opera House, Cork (1 týden) |
| 1997             | The Fix                                   | Cal Chandler        | Donmar Warehouse, Londýn                                           |
| 1997             | Evita                                     | Che                 | Oslo Spektrum, Oslo, Norsko                                        |
| 1998             | Hey, Mr. Producer!                        | Cal Chandler        | Lyceum Theatre, Londýn                                             |
| 1998 1999–2000   | Putting It Together                       | Mladší muž          | Mark Taper Forum, Los Angeles Ethel Barrymore Theatre, New York    |
| 1999             | Kráska a zvíře                            | Zvíře / princ       | Dominion Theatre, Londýn                                           |
| 2002             | Company                                   | Bobby               | Kennedy Center, Washington, D.C.                                   |
| 2003             | Love's Labour's Lost                      | Dumaine             | Národní divadlo, Londýn                                            |
| 2003             | The Beautiful and Damned                  | F. Scott Fitzgerald | Yvonne Arnaud Theatre, Guildford                                   |
| 2004             | Chicago                                   | Billy Flynn         | Adelphi Theatre, Londýn                                            |
| 2005             | A Few Good Men                            | Lt Jack Ross        | Theatre Royal Haymarket, Londýn                                    |
| 2005–06          | Popelka                                   | princ Krasoň        | New Wimbledon Theatre, Londýn                                      |
| 2006–07 2012–13  | Jack a stonek fazole                      | Jack                | New Theatre, Cardiff Clyde Auditorium, Glasgow                     |
| 2007–08          | Aladin                                    | Aladdin             | Hippodrome Theatre, Birmingham                                     |
| 2008–09, 2009–10 | Robin Hood: The Pantomime Adventure       | Robin Hood          | Hippodrome Theatre, Birmingham New Theatre, Cardiff                |
| 2009             | La Cage aux Folles                        | Albin / Zaza        | Playhouse Theatre, Londýn                                          |
| 2010–11          | Aladin                                    | Aladdin             | Clyde Auditorium, Glasgow                                          |
| 2011–12          | Robinson Crusoe and the Caribbean Pirates | Robinson Crusoe     | Clyde Auditorium, Glasgow                                          |
| 2012–13          | Jack a stonek fazole                      | Jack                | Clyde Auditorium, Glasgow                                          |
| 2013–14          | Dick McWhittington                        | Dick                | Clyde Auditorium, Glasgow                                          |
| 2014–15          | Popelka                                   | Buttons             | Clyde Auditorium, Glasgow                                          |
| 2016–17          | Dick Whittington                          | Dick                | Hippodrome Theatre, Birmingham                                     |
| 2017–18          | Dick Whittington                          | Dick                | Manchester Opera House                                             |